# Elke Geurts
Elke Geurts (1973) is een Nederlands schrijfster van korte verhalen, romans, columns en toneel- en hoorspelwerk. Daarnaast is ze actief als schrijfdocent.

## Levensloop
Geurts studeerde aan de Hogeschool voor de Kunsten Utrecht. Ze schreef toneelstukken en hoorspelen alvorens ze doorbrak met korte verhalen. Ze was de eerste winnaar van de verhalenwedstrijd Duizend Woorden en won de Nieuw Proza Prijs Venlo 2008.
Haar eerste boek, Het besluit van Dola Korstjens, werd genomineerd voor de VrouwDebuutPrijs 2010 en stond op de longlist van de Academica Debutantenprijs (2008) en de Gouden Uil (2009). Haar bundel Lastmens werd genomineerd voor de BNG Bank Literatuurprijs (2011) en de Anna Bijns Prijs (2012).
Na deze verhalenbundels schreef Geurts de romans De weg naar zee en Ik nog wel van jou. In 2022 kwam haar derde roman uit, Wie is die vrouw?
Ze schreef columns voor dagblad Trouw en maakte in 2016 een hoorspel, Tot hier en niet verder, voor NPO radio 1 in de reeks Fluiten in het donker. Ook geeft ze les in prozaschrijven.

## Publicaties
- Het besluit van Dola Korstjens, korte verhalen, Nieuw Amsterdam, 2008
- Lastmens, lange verhalen, Nieuw Amsterdam, 2010
- De weg naar zee, korte roman, De Bezige Bij, 2013
- Ik nog wel van jou, roman, Lebowski, 2017
- Wie is die vrouw?, roman, Lebowski, 2022